# Célestin Hippeau
Célestin Hippeau, né le 11 mai 1803 à Niort et mort le 31 mai 1883 à Paris, est un homme de lettres et pédagogue français.

## Biographie
Hippeau fit ses études dans sa ville natale, sous la direction de son père, ancien professeur des Écoles centrales et principal du Collège. Entré dans l’Université à la fin de 1820, il fut successivement professeur aux collèges de Niort, Rochefort, Châtellerault et La Roche-sur-Yon. Il était, en 1837, principal et professeur de philosophie au collège de cette dernière ville.
Il vint alors à Paris fonder une institution privée, l’École des Sciences appliquées, devançant ainsi de plus de vingt ans l’établissement de l’enseignement secondaire spécial. En 1843, il céda cette institution, qui avait prospéré. L’année suivante, il rentra dans l’Université et fut chargé de remplacer François Génin dans sa chaire de littérature française à la Faculté de Strasbourg. En 1847, il fut nommé titulaire de la même chaire à la Faculté de Caen qu’il ne quitta que pour prendre sa retraite avec le titre de professeur honoraire. Chargé par Victor Duruy de l’organisation de l’enseignement secondaire des filles à Paris, il donna tous ses soins, avec le concours de sa femme, à ce complément, si nouveau alors, de l’enseignement public.
Il fut depuis 1865 secrétaire du Comité des Travaux historiques et des Sociétés savantes pour la section d’histoire et de philologie.
En 1840, il rédigeait à Paris, avec Bernard Jullien, l’Enseignement, Journal mensuel d’éducation, publié sous les  auspices de la Société des méthodes d’enseignement, destinée à l’examen des questions et des ouvrages d’éducation. Il y aurait encore à citer un grand nombre d’articles littéraires ou relatifs à l’instruction, insérés dans divers journaux quotidiens ou spéciaux.
La contribution originale de Hippeau à l’histoire proprement dite consiste dans son Histoire de l’Abbaye de Saint-Étienne de Caen (tome XXI des Mémoires de la Société des Antiquaires de Normandie, paru en 1855), ouvrage couronné par la Société des antiquaires de Normandie et par l’Académie des inscriptions et belles-lettres, et son Dictionnaire topographique du département du Calvados, publié par l'Imprimerie nationale en 1883, dans la collection des Dictionnaires topographiques de la France, éditée par le Ministère de l’Instruction publique. Il y a également ses rapports annuels à la Réunion des Sociétés savantes sur les travaux relatifs à l’histoire et à la philologie, ainsi que de nombreux mémoires insérés dans les Recueils académiques de Caen.
L’histoire littéraire et la philologie lui sont redevables des ouvrages suivants : 
- Histoire de la Philosophie ancienne et moderne (1833) ;
- Les Écrivains normands au dix-septième siècle (1858), livre consacré à Du Perron, Malherbe, Boisrobert, Sarrasin, Pierre Du Bosc et Saint-Évremond ;
- Glossaire de la langue française aux douzième et treizième siècles (1866-1872). Ce travail est en quelque sorte la réduction d’un vaste glossaire général de l’ancienne langue française, laissé en manuscrit, complètement prêt pour l’impression, et auquel il avait travaillé plus de trente années ;
- l’Italie en 1865, souvenir d’une mission à Florence à l’occasion du 600e anniversaire de Dante (1866) ;
- Le Théâtre à Rome, origines, jeux fescennins, atellanes, dispositions scéniques, mimes, pantomimes, 1883, XIV-232 pages, résumé d’un cours professé à la Faculté de Caen. Ce livre, dont la publication avait été depuis longtemps ajournée, était mis en vente au moment même où la mort a frappé son auteur.

Hippeau a donné une édition des Œuvres de Saint-Évremond, avec une introduction et des notes (1852), ainsi que les Contes d’Eutrapel (1876), puis une traduction française du Roland furieux de L'Arioste (1877). À côté de ces publications isolées, se place une Collection des poètes du Moyen Âge, devenue très rare, qui se compose des textes intitulés le Bestiaire divin, de Guillaume Le Clerc de Normandie (1852) ; la Vie de Saint Thomas le martyr, archevêque de Cantorbéry, par Garnier de Pont-Sainte-Maxence (1859) ; le Bel Inconnu, poème inédit (1860) ; Messire Gauvain, ou la Vengeance de Raguidel, poème de la Table Ronde (1862) ; le Bestiaire d’amour, de Richard de Fournival et la Réponse de la Dame (1860) ; Amadas et Ydoine (1863) ; La Conquête de Jérusalem, faisant suite à la Chanson d’Antioche, par Graindor de Douai (1868) ; la Chanson du Chevalier au Cygne et de Godefroy de Bouillon.
La publication du Bestiaire divin avait attiré l’attention du ministre de l’Instruction publique, Fortoul, qui, en 1855, chargea le savant éditeur d’une mission littéraire au British Museum et à la Bodléienne, en vue de rechercher les manuscrits relatifs aux poètes français du Moyen Âge. Telle fut l’origine de cette collection précieuse pour l’histoire littéraire française, à laquelle s’ajoutent naturellement six rapports présentés au Ministre et insérés dans les Archives des Missions, t. IV, 1856.
Hippeau fonde, vers la même époque, une Société des Beaux-Arts, à Caen, qui réunit, dès sa création, un nombre considérable de membres, et dont il rédige les Bulletins, en qualité de secrétaire, tout le temps qu’il réside encore dans cette ville.
Une série considérable de documents inédits, puisés en majeure partie dans les archives du château d’Harcourt, disparues depuis , place alors Hippeau parmi les principaux éditeurs de matériaux historiques. On lui doit trois publications de ce genre :
- Le Gouvernement de Normandie au dix-septième et au dix-huitième siècle, d'après la correspondance des marquis de Beuvron et des ducs d'Harcourt, lieutenants généraux et gouverneurs de la province (1855-75), en 9 volumes grand in 8°. Cet ouvrage est divisé en trois partes : Guerre et Marine (tomes 1 à 3), Evènements politiques (tomes 4 à 8), Industrie, Commerce, Travaux publics (tome 9), tome 1, tome 2, tome 3, tome 4, tome 5, tome 6, tome 7, tome 8 tome 9 ;
- Avènement des Bourbons au trône d’Espagne, correspondance inédite du marquis d’Harcourt, ambassadeur de France auprès des rois Charles II et Philippe V (1877), en 2 vol. ;
- Mémoires inédits du comte Leveneur de Tillières , ambassadeur en Angleterre, sur la Cour de Charles Ier et son mariage avec Henriette-Marie de France (1862), 1 vol. in 12°.

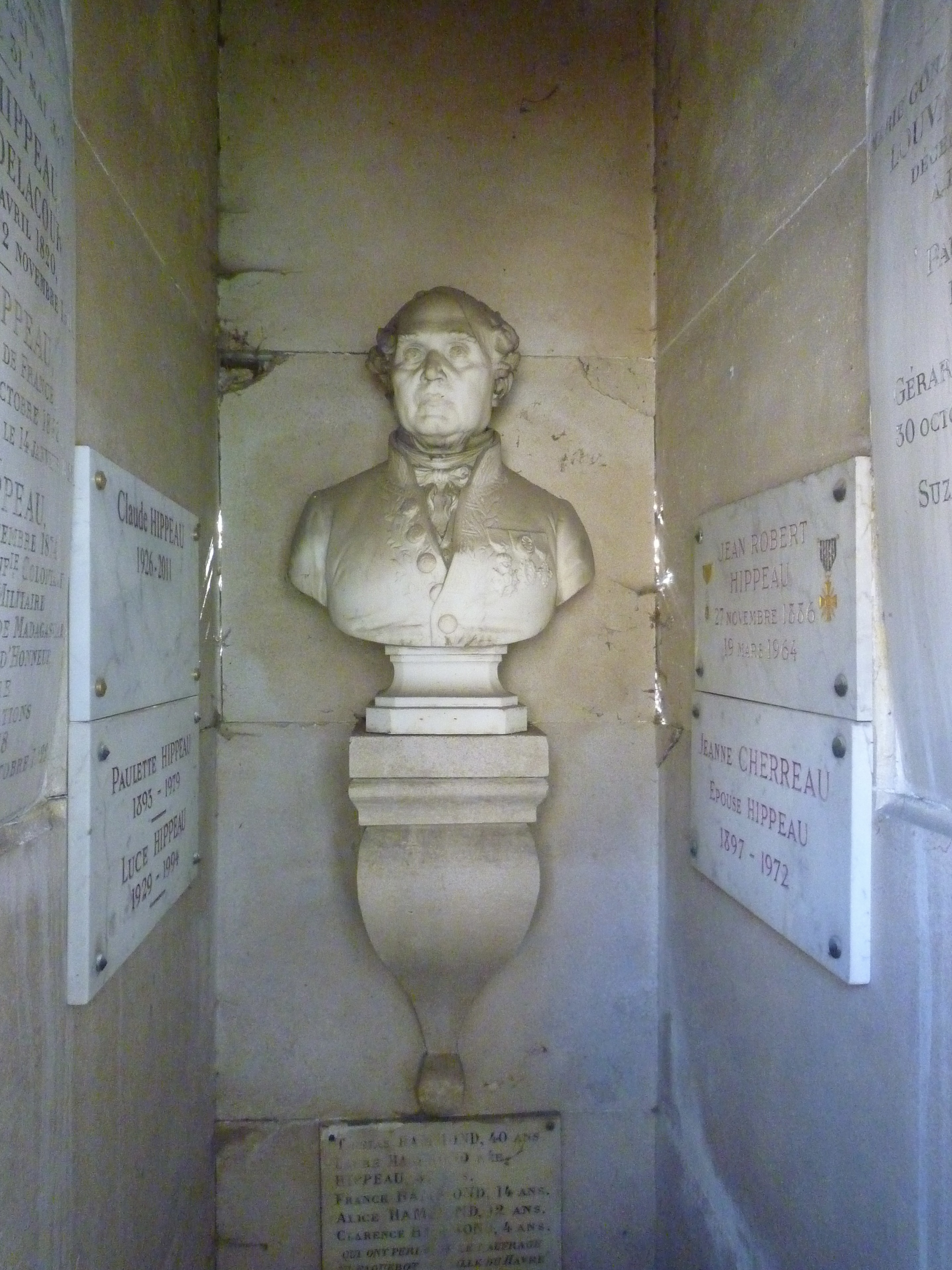
Tombe de Célestin Hippeau au cimetière de Passy (division 8), à Paris. Le buste est l'œuvre de Jacques-Léonard Maillet).

Hippeau s'est également livré à des travaux d’histoire et de statistique sur l’enseignement en France et à l’étranger. À la suite de missions qui lui furent confiées par divers ministres de l’Instruction publique, il publia successivement :
- L’Instruction publique aux États-Unis (1872) ; en Angleterre ; en Allemagne ; en Italie (1875) ; dans les États du Nord (Suède, Norvège et Danemark), 1876) ; en Russie (1878) ; dans la République Argentine (1879). Plusieurs de ces ouvrages furent couronnés par l’Académie française ; L’Instruction publique en France pendant la Révolution, 2 vol., et un travail publié depuis sa mort, sous le titre de La Révolution française et l’Éducation nationale. Parmi les œuvres qui sont restées en manuscrit : un volume de Poésies intimes ; les Anciennes légendes de la France ; l’Histoire naturelle légendaire (bestiaires, volucraires, lapidaires).

Il reçoit le prix Marcelin Guérin de l’Académie française en 1878 pour l'ouvrage sur L’Instruction publique dans les États du Nord (Suède, Norvège et Danemark) (Paris : Didier, 1876).
Célestin Hippeau était membre de l’Académie des sciences, arts et belles-lettres de Caen.

## Source
- C. E. Ruelle, L’Éducation et l’instruction considérées dans leurs rapports avec le bien, Paris, Delalain frères, 1885.